# Kigelia
Genre
Classification phylogénétique
Kigelia est un genre de plantes à fleurs de la famille des Bignoniaceae. Ce sont des arbres originaires d'Afrique.
Selon Plants of the World Online, il n'y a qu'une seule espèce, Kigelia africana.

## Principales espèces(à compléter)
- Kigelia africana (Lam. ) Benth., 1849 - arbre à saucisses
- Kigelia pinnata (Jacq.) DC.